# Myeik
Myeik (dawniej: Mergui) – miasto w południowej Mjanmie, w okręgu Taninthayi, ośrodek przemysłowy. Według danych szacunkowych w roku 2007 liczyło 182 717 mieszkańców. W mieście znajduje się port lotniczy Myeik.